# Mihail Costinov
Mihail Costinov (în rusă Михаил Костинов; n. 20 decembrie 1956, raionul Șoldănești, Republica Moldova) este un profesor, doctor în medicină, alergolog și vaccinolog rus, „Om de știință onorat” al Federației Ruse. Este, de asemenea, șef al laboratorului pentru prevenirea vaccinurilor și imunoterapia bolilor alergice de la Institutul de cercetare „I. Mecinikov” din cadrul Academiei Ruse de Științe Medicale.
Este autor a peste 600 de lucrări științifice, incluzând 5 monografii, 9 cărți, 10 manuale, 14 ghiduri și manuale pentru medici, 10 brevete de invenție, 6 broșuri de știință populară. Este membru al comitetului editorial al revistei Эпидемиология и вакцинопрофилактика („Epidemiologie și prevenirea vaccinurilor”) și buletinului informativ Вакцинация („Vaccinarea”).

## Biografie
S-a născut în raionul Șoldănești din RSS Moldovenească (actualmente Republica Moldova). A absolvit Universitatea de Medicină și Farmacie de Stat din Chișinău cu diploma roșie.
Din 2001 a devenit profesor al Departamentului medico-profilactic al Primei universități medicale de stat „I. Secenov” din Moscova. A finalizat 24 de disertații pentru gradul de candidat la științe medicale și 4 disertații pentru gradul de doctor în științe medicale.
Din 2006, a devenit investigator principal în 8 studii clinice la Institutul pentru aprobarea noilor produse vaccinale. În prezent, conduce studii multicentrice asupra problemei imunizării la copii și adulți cu patologie somatică, creând o școală de specialiști pentru introducerea de noi tehnologii pentru prevenirea vaccinului copiilor cu diverse boli, care se bazează pe principiul unei abordări individuale a pacientului. De asemenea, deține un rol activ în consiliile de experți în vaccinarea copiilor cu probleme de sănătate, în prevenirea cancerului de col uterin și a varicelei în Rusia.